# Nora-Jane Noone
Nora-Jane Noone (Galway, 8 marzo 1984) è un'attrice irlandese.

## Biografia
Ha studiato nella scuola di arti sceniche e la facoltà di scienze nel college nella città natale. Oltre la recitazione ha studiato duramente anche la danza e la musica, è abile infatti nel suonare il pianoforte. Prima di recitare il ruolo di Bernardette nel film di Peter Mullan Magdalene (titolo originale The Magdalene Sisters), ha preso parte infatti al musical Grease nei panni di Jin. Ha inoltre partecipato come presentatrice alla terza edizione dell'"Irish Film and Television Awards" nel 2005.

## Filmografia

### Cinema
- Magdalene (The Magdalene Sisters), regia di Peter Mullan (2002)
- Ella Enchanted - Il magico mondo di Ella (Ella Enchanted), regia di Tommy O'Haver (2004)
- News for the Church, regia di Andrew McCarthy (2004) - Cortometraggio
- The Listener, regia di Michael Chang (2004) - Cortometraggio
- The Descent - Discesa nelle tenebre (The Descent), regia di Neil Marshall (2005)
- Speed Dating (Juliet Van Der Bexton), regia di Tony Herbert (2007)
- Doomsday - Il giorno del giudizio (Doomsday), regia di Neil Marshall (2008)
- Brooklyn, regia di John Crowley (2015)
- 12 Feet Deep, regia di Matt Eskandari (2017)

### Televisione
- Holby City – serie TV, 1 episodio (2005)
- Coronation Street – soap opera, 9 puntate (2005)
- Afterlife - Oltre la vita (Afterlife) – serie TV, 1 episodio (2006)
- Atlantis – serie TV, 1 episodio (2013)
- Jack Taylor – serie TV, 6 episodi (2010-2013)
- Harry Palmer - Il caso Ipcress (The Ipcress File) – miniserie TV, 2 puntate (2022)

## Doppiatrici italiane
Nelle versioni in italiano delle opere in cui ha recitato, Nora-Jane Noone è stata doppiata da:
- Monica Bertolotti in Magdalene, The Descent - Discesa nelle tenebre
- Tatiana Dessi in Doomsday - Il giorno del giudizio
- Letizia Scifoni in Atlantis
- Chiara Gioncardi in Brooklyn
- Stella Musy in Harry Palmer - Il caso Ipcress